# Sigrid Laube
Sigrid Laube (* 20. Februar 1953 in Wien; † 2007 ebenda) war eine österreichische Schriftstellerin.

## Werdegang
Sigrid Laube schrieb schon als Kind ihre ersten Geschichten. Sie wuchs in sechs Ländern auf, fünf Sprachen gehörten zu ihrem Alltag. Später studierte sie Rechtswissenschaften und Geschichte. Sie arbeitete als Gutachterin und Schriftstellerin. Sie wohnte in Wien und Warschau. Mehrere ihrer Bücher wurden in andere Sprachen übersetzt, viele wurden mit Preisen ausgezeichnet. 

## Werke
- Das Geburtstagspicknick, Illustrationen: Dagmar Rose
- Das Mancherlei, Illustrationen: Maria Blazejovsky
- Der unterbrochene Ton
- Die Insel im Baum
  - Zehn besondere Bücher zum Andersentag 2005
- Gretel und Hänsel und die Hexe im Wald, Illustrationen: Maria Blazejovsky, Verlag Jungbrunnen.
- Marie mit dem Kopf voller Blumen, Verlag Jungbrunnen.
- Mia malt, Illustrationen: Maria Blazejovsky, Verlag Jungbrunnen.
- Sisi, das Kind der Sonne
- Und jenseits liegt kein Paradies
- Wasser in der Hand
- Der Zoo macht Spaß
  - Federhasenpreis 2001 3. Platz
- Der Blumenball
  - Ehrenliste des Kinderbuchpreis der Stadt Wien 2005
- Erklär mir deinen Glauben
- Wolfgang Amadè Mozart
  - Schönstes Buch Österreichs 2006
  - Österreichischer Staatspreis für Kinder- und Jugendliteratur 2007